# Metroon
Metroon (Μητρῷον), var ett namn på en specifik typ av helgedom i den forntida grekiska världen, som dedicerats till någon av modersgudinnorna, vanligtvis Rhea eller Demeter, som vanligen låg vid agora (torget). 
I Aten hade den byggnad som senare var känd under detta namn uppförts på stadens Agora som en möteslokal för rådet (boulé). När ett nytt bouleuterion byggdes i slutet av 400-talet f.Kr. helgades den tidigare möteslokalen, åt den mindreasiatiska modersgudinnan Kybele. Det fungerade som stadsstatens offentliga arkiv.